# Euperilampus solox
Euperilampus solox är en stekelart som beskrevs av Darling 1983. Euperilampus solox ingår i släktet Euperilampus och familjen gropglanssteklar. Inga underarter finns listade i Catalogue of Life.